# Davide Martello

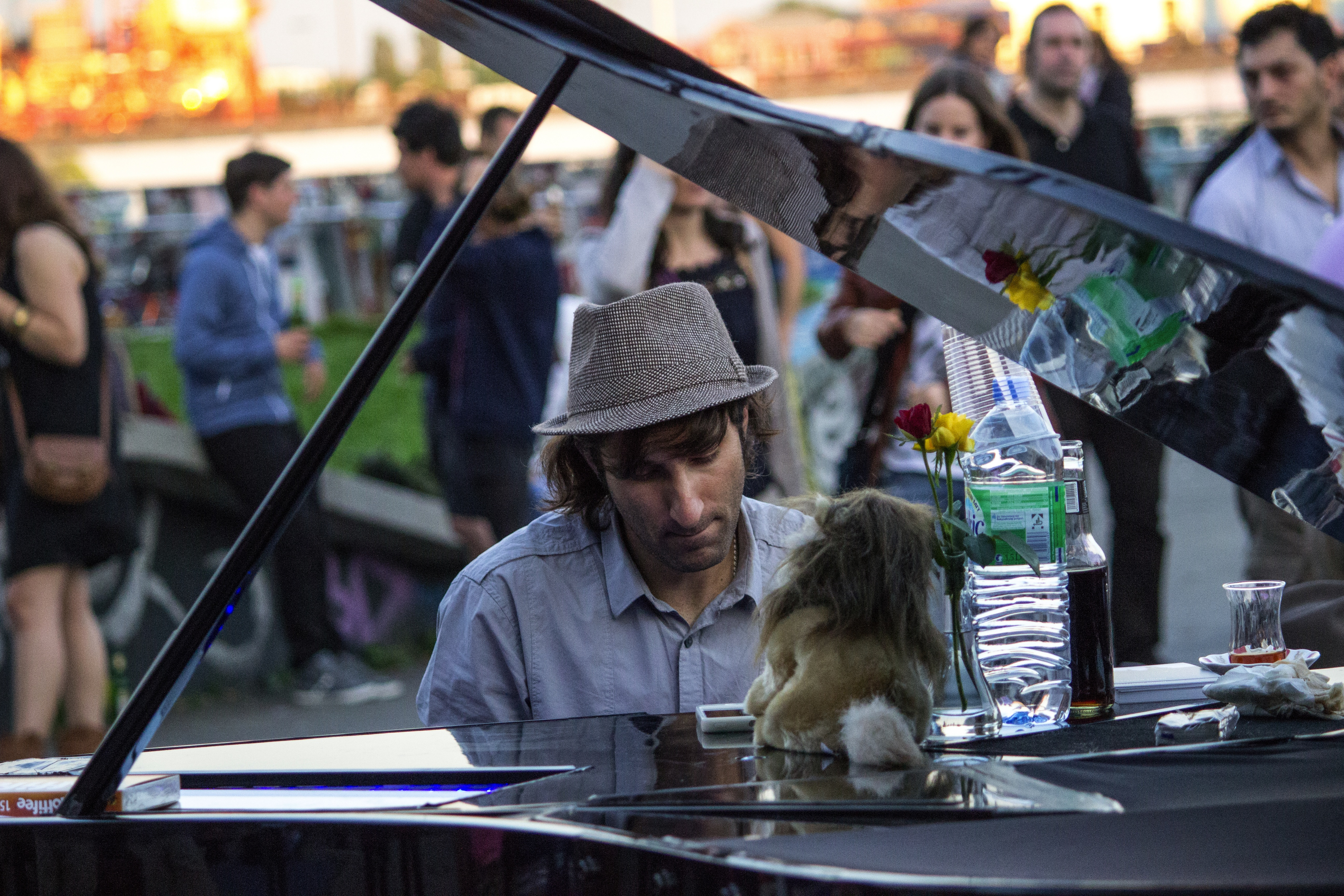
Davide Martello im Park Fiction, Hamburg, 5. Juli 2013

Davide Martello (* 1. November 1981 in Lörrach) ist ein deutsch-italienischer Pianist mit sizilianischen Wurzeln, der als Straßenmusiker tätig ist.

## Leben und Wirken
Martello wuchs in Tuningen, zwischen Schwarzwald und Schwäbische Alb auf. Seine Freude an klassischer Musik teilte sein Vater, der sein Talent förderte. Mit 13 Jahren komponiert er eigene Stücke. Nach seinem Hauptschulabschluss machte er in Konstanz die Ausbildung zum Friseur. An den Wochenenden spielte er in Hotelbars, bewarb sich mit 27 Jahren an einer Musikschule in Berlin, zog es aber vor, seinen Traum, ein eigenes Klavier zu bauen, zu verwirklichen. Er kaufte einen alten Flügel, in den er Lautsprecher und LED-Lichter einbaute.
Von Oktober 2006 bis Frühjahr 2010 entwickelte er zusammen mit Nadja Adam 17 Songs. Einer davon wurde auf der CD „Sound of Konstanz“ veröffentlicht.
2010 kündigte Martello im Friseurladen und fuhr nach Berlin. Er transportiert seinen Flügel im Autoanhänger und lädt ihn mit einem elektrischen Seilzug aus, bevor er ihn an sein Fahrrad hängt und die letzten Meter bis zu seiner One-Man-Show fährt. Auf dem Potsdamer Platz spielte er sein erstes „Konzert“. Seit 2011 reist er um die Welt und bespielt architektonisch interessante Plätze mit Eigenkompositionen. 32 Länder habe er bis 2014 bereits bespielt. Seine Reisen nennt Martello „Klavierkunst“. Im Dezember 2012 spielte er ein Weihnachtskonzert in einem Bundeswehrlager in Afghanistan. Im Juni 2013, während der Proteste in der Türkei, gab er mehrere Vorstellungen auf dem Taksim-Platz in Istanbul. Auch auf dem Majdan in Kiew sowie vor dem Regierungsgebäude der Bürgerkriegsstadt Donezk spielte Martello während der dortigen politischen Unruhen. Martello wurde in der Presse als „Friedens-Engel am Flügel“ bezeichnet. Am 26. Oktober 2014 geriet er durch Zufall in die von Hooligans in Köln angezettelten Krawalle und konnte mit einem Spontankonzert auf dem Breslauer Platz die Lage zeitweise beruhigen. Auch bei der Demonstration in Hannover trat er am 15. November 2014 zur Veranstaltung „Hooligans gegen Salafisten“ auf. Einen Tag nach den Terroranschlägen vom 13. November 2015 in Paris spielte er in der Nähe des angegriffenen Konzerthauses Bataclan das John-Lennon-Lied Imagine.
Seine Alben entstanden in Eigenproduktion im Konstanzer Tonstudio seines Produzenten Patrick Wind.

## Privates
Martellos Eltern kamen in den 60er-Jahren nach Deutschland. Der Vater arbeitete als Gastarbeiter in seinem Beruf als Industriemechaniker und Metallarbeiter. Martello lebt in Konstanz.

## Auszeichnungen
- 2015: Europäischer Bürgerpreis für sein mutiges Spiel auf dem Maidan in Kiew, dem Taksim-Platz in Istanbul und gegen die gewaltbereiten Hooligans in Köln.[14]

## Alben
- I venti, Klavierkunst, Konstanz 2008.
- Le melodie notturne, Klavierkunst, Konstanz 2009.
- The Secret, Klavierkunst, Konstanz 2010.
- Memories, Klavierkunst, Konstanz 2011.
- 5, Klavierkunst, Konstanz 2012.
- 9pm Works, Part 1, Klavierkunst, Konstanz 2012.
- 9pm Works, Part 2, Klavierkunst, Konstanz 2013.
- Nations, Klavierkunst, Konstanz 2013.
- La danse du soleil, Klavierkunst, Konstanz 2014.
- Forever, Klavierkunst, Konstanz 2015.
- Nightplay, Klavierkunst, Konstanz 2018.
- First winter, Klavierkunst, Wuppertal 2021.